# Ulrich Schreck
Pour les articles homonymes, voir Schreck.
Pour l’article ayant un titre homophone, voir Shrek.
Ulrich Schreck est un fleurettiste allemand né le 11 mars 1962 à Tauberbischofsheim. Il est l'ex-mari de la fleurettiste Monika Weber-Koszto.

## Carrière
Ulrich Schreck participe à l'épreuve de fleuret par équipe lors des Jeux olympiques d'été de 1988 à Séoul et remporte avec ses partenaires ouest-allemands Matthias Behr, Mathias Gey, Thorsten Weidner et Thomas Endres la médaille d'argent. Il termine quatrième de l'épreuve individuelle. Aux Jeux olympiques d'été de 1992 à Barcelone, il est sacré champion olympique, sous les couleurs de l'Allemagne unifiée, dans l'épreuve de fleuret par équipe avec Thorsten Weidner, Udo Wagner, Alexander Koch et Ingo Weißenborn. Schreck termine dix-huitième de l'épreuve individuelle.